# Пасевьев, Пётр Степанович
Пётр Степанович Пасевьев (Пасев)(9 [20] августа 1759, Симбирск — 4 [16] июля 1816, Санкт-Петербург) — гражданский губернатор Санкт-Петербурга.Имеется родовой герб

## Биография
Родился 9 августа 1759 года в семье симбирских дворян.
В 1765 году зачислен, по всей вероятности, в один из гвардейских полков. С 1783 по 1786 годы занимал должность экзекутора в 4-м, а с 1786 по 1790 годы — в 1-м департаментах Сената.
Масон, в 1786—1787 гг. член петербургской ложи «Молчаливости» («Скромности»).
13 августа 1801 года был произведён в действительные статские советники, а 28 октября 1804 года был назначен гражданским губернатором Санкт-Петербурга. За усердную и добросовестную службу в этом звании он был награждён орденом св. Анны 1-й степени.
31 января 1808 года вышел в отставку по прошению и проживал в Санкт-Петербурге. Скончался 4 июля 1816 года и погребён на Лазаревском кладбище Александро-Невской Лавры.